# Tanumafili 2. af Samoa
Malietoa Tanumafili 2. (4. januar 1913 – 11. maj 2007) var konge ("Malietoa") af Samoa i perioden 1962-2007.
I 1962 blev øgruppen selvstændig, og Tanumafili delte fra starten ledelsen af landet med Tupua Tamasese Mea'ole. Denne døde imidlertid allerede i 1963, hvorpå Tanumafili efterfølgende var enehersker til sin død. Han var ved sin død det ældste statsoverhoved i verden.
1. ↑  Navnet er anført på engelsk og stammer fra Wikidata hvor navnet endnu ikke findes på dansk.